# Esta tierra es mi tierra (película)
Esta tierra es mi tierra es una película biopic de 1976 que cuenta la historia del cantante de folk Woody Guthrie, interpretado por David Carradine. El film es una adaptación del director Hal Ashby de la autobiografía de Woody Guthrie escrita en 1943 por el cantante Robert Getchell. La película está protagonizada por David Carradine, Ronny Cox, Melinda Dillon, Gail Strickland, John Lehne, Ji-Tu Cumbuka y Randy Quaid. La película se basan en los intentos del cantante en humanizar la desesperada situación de los pobres en los refugios de Okie Dust Bowl en California durante la Gran Depresión.
Esta tierra es mi tierra fue la primera película en el que Garrett Brown utilizó la Steadicam, hecho por el cual, el director de fotografía Haskell Wexler ganó un Oscar a la Mejor fotografía en 1976.

## Reparto
- David Carradine: Woody Guthrie
- Ronny Cox: Ozark Bule
- Melinda Dillon: Mary / Memphis Sue
- Gail Strickland: Pauline
- Randy Quaid: Luther Johnson
- John Lehne: Locke
- Ji-Tu Cumbuka: Slim Snedeger
- Elizabeth Macey: Liz Johnson
- Susan Vaill: Gwen Guthrie
- Wendy Schaal: Mary Jo Guthrie  Hermana de Woody
- Guthrie Thomas: George Guthrie, Hermano de Woody